# Хенри Симонс
Хенри Калвърт Симонс (на английски: Henry Calvert Simons; 9 октомври 1899 – 19 юни 1946) е американски икономист от Чикагския университет. Неговите анти-тръстови и монетаристични модели повлияват на чикагската школа по икономика.
Симонс е известен с неговата дефиниция за икономически приход (Уравнение на Хайг-Симонс).